# مير خواند
مير خواند (837 - 903 هـ) هو مؤرّخ، أديب، شاعر، مؤلف فارسي.
هو السيد برهان الدين محمد بن خاوند شاه بن محمد، وقيل محمود بن برهان الدين، وقيل كمال الدين محمود العلوي، الحسيني، البلخي، الخوارزمي، الملقب بمير خواند وأمير خواند، والموصوف بخاوند شاهي. ولد في بخارى و انتقل إلى بلخ لطلب العلم، ثم انتقل إلى هراة ومنها إلى السند ، وبها وفاته في الثاني من ذي القعدة سنة 903 هـ، وقيل سنة 904 هـ.
صحب الوزير علي شير النوائي وزير السلطان حسين بايقرا ، وعاصر الشاعر عبد الرحمن الجامي وغيره. من آثاره كتاب «روضة الصفا في سيرة الأنبياء والملوك والخلفاء».

## روابط خارجية
- مير خواند على موقع الموسوعة البريطانية (الإنجليزية)